# Bzovík
Bzovík (maď. Bozók) je obec v okrese Krupina v Banskobystrickém kraji na Slovensku. Vesnice leží v nadmořské výšce 340 m n. m. Na okraji obce se nachází Bzovický hrad (Bzovík), původně klášter cisterciáckého opatství. Žije zde přibližně 1 100 obyvatel.

## Historie
První zmínka o vesnici pochází z roku 1135. V roce 1435 byl Bzovík zničen husity a v polovině 15. století byl dvakrát poškozen krupinskou posádkou. V letech 1530 do 1567 byl bzovícký klášter ve vlastnictví Žikmunda Balaši a byl přestavěn na goticko-renesanční hrad. Roku 1678 byl hrad vypálen a později opraven. V roce 1678 se stal majetkem jezuitů z Ostřihomi.
Během druhé světové války byl už pustý hrad dále poškozen, rozebírán místními obyvateli a po válce se změnil ve zříceninu.